# 里克·拉爾森

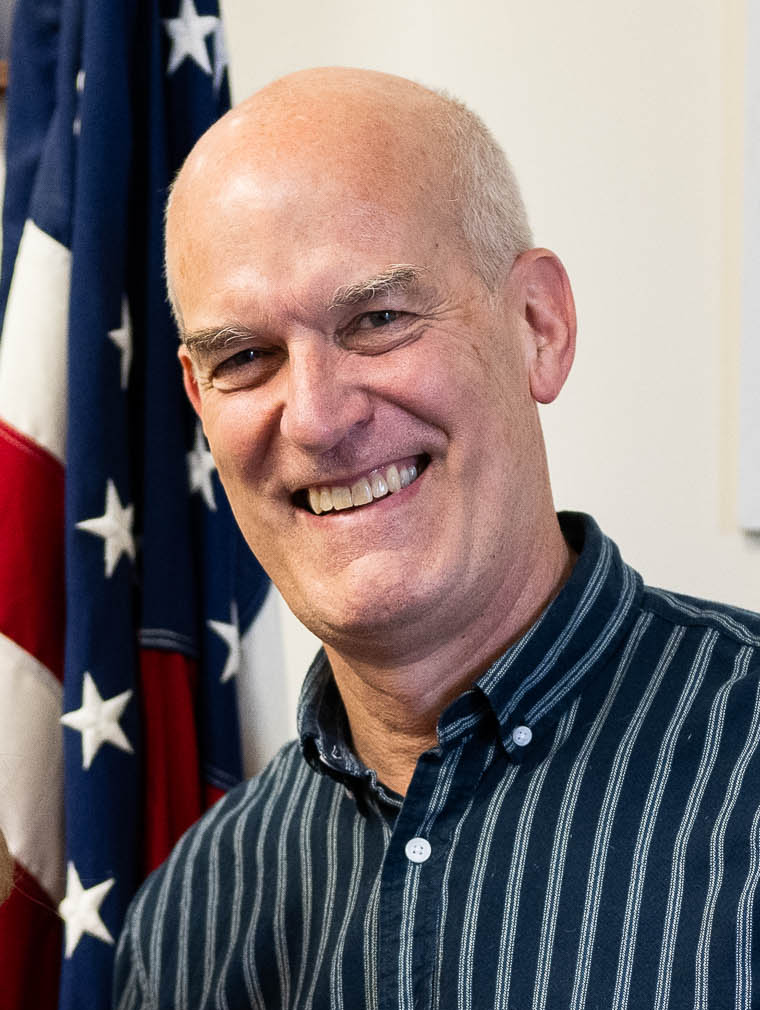
2025年

里克·拉爾森（Rick Larsen；1965年6月15日—）是美國的一位政治人物。自2001年開始，他是華盛頓州第2選舉區選出的美國眾議院議員。他的黨籍是民主黨。他首次當選眾議院議員是在2000年。